# 한국여자프로농구 2007-08
2007-2008 우리V카드 한국여자프로농구는 한국여자프로농구의 18번째 시즌이다. 단일리그로 치러진 첫번째 시즌이다. 2007년 10월 27일에 개막했으며 2008년 3월 27일까지 진행되었다.

## 변경된 점
- 여름과 겨울로 나뉘어 치러진 여자프로농구가 8월 개막 예정이었던 여름리그를 폐지하고 10월 단일리그로 개막하였다.[2]
- 라운드 수는 단일리그로 치러짐에 따라 기존 4라운드에서 7라운드(총 105경기)로 늘어나고 팀당 경기 횟수도 20경기에서 35경기로 증가했다. 4강 플레이오프는 3전 2선승제에서 5전 3선승제로 변경하기로 했으며 챔피언결정전은 기존대로 5전 3선승제 그대로이다.[2]
- 시범적으로 외국인 선수 제도를 폐지하고 국내 선수로만 리그를 치르기로 했다.[3]
- 경기규칙이 대폭 변경되었다. 3쿼터에만 허용했던 부정수비를 2, 3쿼터로 확대 적용하기로 했고 위기상황에서 선수가 작전타임을 요청했을 경우 허용했던 것을 금지시키기로 했다. 또 후반전에 20초 작전 타임을 1회 추가시켰고 모든 쿼터에서 종료 2분전부터 필드골이 성공됐을 경우 경기시간을 정지시키기로 했다.[3]

## 정규리그
정규리그는 2007년 10월 27일 개막하였으며, 2008년 3월 3일까지 진행되었다. 2007 겨울리그에 이어 안산 신한은행 에스버드가 2년 연속 정규리그 정상에 올랐다.
| 순위 | 팀                     | 경기 | 승 | 패 | 승차 | 참가 자격 및 강등 |
| ---- | ---------------------- | ---- | -- | -- | ---- | ----------------- |
| 1    | 안산 신한은행 에스버드 | 35   | 29 | 6  | —    | 플레이오프 진출   |
| 2    | 용인 삼성생명 비추미   | 35   | 22 | 13 | 7    | 플레이오프 진출   |
| 3    | 구리 금호생명 레드윙스 | 35   | 22 | 13 | 7    | 플레이오프 진출   |
| 4    | 청주 KB 스타즈         | 35   | 11 | 24 | 18   | 플레이오프 진출   |
| 5    | 춘천 우리은행 한새     | 35   | 11 | 24 | 18   |                   |
| 6    | 부천 신세계 쿨캣       | 35   | 10 | 25 | 19   |                   |

## 포스트시즌
플레이오프는 2008년 3월 7일에 개막하여 3월 4일까지 진행되었고, 챔피언 결정전은 2008년 3월 19일에 개막하여 3월 23일까지 진행되었다.

### 대진표
|  | 플레이오프 5판 3승제 | 플레이오프 5판 3승제   | 플레이오프 5판 3승제 |                      |   | 챔피언 결정전 5판 3승제 | 챔피언 결정전 5판 3승제 | 챔피언 결정전 5판 3승제 |  |
|  |                      |                        |                      |                      |   |                         |                         |                         |  |
|  | 1                    | 안산 신한은행 에스버드 | 3                    |                      |   |                         |                         |                         |  |
|  | 1                    | 안산 신한은행 에스버드 | 3                    |                      |   |                         |                         |                         |  |
|  | 4                    | 청주 KB 스타즈         | 0                    |                      |   |                         |                         |                         |  |
|  | 4                    | 청주 KB 스타즈         | 0                    |                      | 1 | 안산 신한은행 에스버드  | 3                       |                         |  |
|  |                      |                        |                      |                      | 1 | 안산 신한은행 에스버드  | 3                       |                         |  |
|  |                      |                        | 2                    | 용인 삼성생명 비추미 | 0 |                         |                         |                         |  |
|  | 2                    | 용인 삼성생명 비추미   | 2                    | 용인 삼성생명 비추미 | 0 | 3                       |                         |                         |  |
|  | 2                    | 용인 삼성생명 비추미   |                      |                      |   |                         |                         |                         |  |
|  | 3                    | 구리 금호생명 레드윙스 | 1                    |                      |   |                         |                         |                         |  |

### 플레이오프

#### (1) 안산 신한은행 에스버드 vs. (4) 청주 KB 스타즈
| 2008년 3월 7일 17:00 |

| 기록 |

| 안산 신한은행 에스버드 72, 청주 KB 스타즈 56                      |  |  |  |                                                   |
| 쿼터 별 점수: 16-14, 16-11, 21-6, 19-25                           |  |  |  |                                                   |
| 득점: 최윤아, 정선민 15 리바운드: 정선민 8 도움: 최윤아, 전주원 4 |  |  |  | 득점: 김지윤 12 리바운드: 강아정 7 도움: 김수연 3 |
| 1-0 신한은행 우위                                                 |  |  |  |                                                   |

| 2008년 3월 9일 17:05 |

| 기록 |

| 안산 신한은행 에스버드 77, 청주 KB 스타즈 71       |  |  |  |                                                    |
| 쿼터 별 점수: 26-15, 13-15, 21-14, 17-27           |  |  |  |                                                    |
| 득점: 정선민 23 리바운드: 정선민 12 도움: 최윤아 7 |  |  |  | 득점: 정선화 26 리바운드: 박지수 11 도움: 김영옥 7 |
| 2-0 신한은행 우위                                  |  |  |  |                                                    |

| 2008년 3월 11일 17:20 |

| 기록 |

| 청주 KB 스타즈 68, 안산 신한은행 에스버드 87      |  |  |  |                                                     |
| 쿼터 별 점수: 23-20, 13-25, 16-22, 16-20          |  |  |  |                                                     |
| 득점: 김나연 21 리바운드: 김수연 8 도움: 김지윤 4 |  |  |  | 득점: 정선민 30 리바운드: 정선민 12 도움: 정선민 11 |
| 3-0 신한은행 시리즈 승리                          |  |  |  |                                                     |

#### (2) 용인 삼성생명 비추미 vs. (3) 구리 KDB생명 위너스
| 2008년 3월 8일 17:00 |

| 기록 |

| 용인 삼성생명 비추미 70, 구리 금호생명 레드윙스 61 |  |  |  |                                                           |
| 쿼터 별 점수: 18-14, 7-18, 23-12, 22-17            |  |  |  |                                                           |
| 득점: 이종애 24 리바운드: 이종애 10 도움: 변연하 7 |  |  |  | 득점: 정미란 14 리바운드: 신정자 8 도움: 김보미, 신정자 4 |
| 1-0 삼성생명 우위                                  |  |  |  |                                                           |

| 2008년 3월 10일 19:01 |

| 기록 |

| 구리 금호생명 레드윙스 60, 용인 삼성생명 비추미 67 |  |  |  |                                                   |
| 쿼터 별 점수: 27-13, 10-16, 9-21, 14-17            |  |  |  |                                                   |
| 득점: 강지우 18 리바운드: 강지우 7 도움: 신정자 4  |  |  |  | 득점: 변연하 29 리바운드: 이미선 8 도움: 변연하 7 |
| 2-0 삼성생명 우위                                  |  |  |  |                                                   |

| 2008년 3월 12일 17:00 |

| 기록 |

| 구리 금호생명 레드윙스 71, 용인 삼성생명 비추미 68 |  |  |  |                                                   |
| 쿼터 별 점수: 22-25, 16-9, 16-18, 17-16            |  |  |  |                                                   |
| 득점: 강지우 18 리바운드: 강지우 12 도움: 정미란 5 |  |  |  | 득점: 변연하 32 리바운드: 이종애 7 도움: 이미선 5 |
| 2-1 금호생명 우위                                  |  |  |  |                                                   |

| 2008년 3월 14일 17:00 |

| 기록 |

| 용인 삼성생명 비추미 63, 구리 금호생명 레드윙스 57        |  |  |  |                                                           |
| 쿼터 별 점수: 22-25, 16-9, 16-18, 17-16                   |  |  |  |                                                           |
| 득점: 변연하 16 리바운드: 이미선 8 도움: 변연하, 이미선 4 |  |  |  | 득점: 강지우15 리바운드: 신정자 10 도움: 김보미, 이경은 2 |
| 3-1 삼성생명 시리즈 승리                                  |  |  |  |                                                           |

### 챔피언 결정전

#### (1) 안산 신한은행 에스버드 vs. (2) 용인 삼성생명 비추미
| 2008년 3월 19일 17:01 |

| 기록 |

| 안산 신한은행 에스버드 69, 용인 삼성생명 비추미 58                 |  |  |  |                                                   |
| 쿼터 별 점수: 19-16, 18-12, 19-16, 12-22                           |  |  |  |                                                   |
| 득점: 정선민 25 리바운드: 정선민 10 도움: 최윤아, 정선민, 강영숙 4 |  |  |  | 득점: 이종애 15 리바운드: 이종애 8 도움: 이미선 3 |
| 1-0 신한은행 우위                                                  |  |  |  |                                                   |

| 2008년 3월 21일 17:00 |

| 기록 |

| 용인 삼성생명 비추미 63, 안산 신한은행 에스버드 75 |  |  |  |                                                     |
| 쿼터 별 점수: 19-18, 9-19, 17-15, 18-23            |  |  |  |                                                     |
| 득점: 변연하 17 리바운드: 이종애 8 도움: 변연하 4  |  |  |  | 득점: 정선민 22 리바운드: 정선민 10 도움: 정선민 12 |
| 2-0 신한은행 우위                                  |  |  |  |                                                     |

| 2008년 3월 23일 17:00 |

| 기록 |

| 용인 삼성생명 비추미 63, 안산 신한은행 에스버드 79 |  |  |  |                                              |
| 쿼터 별 점수: 17-20, 12-20, 19-21, 17-20           |  |  |  |                                              |
| 득점: 이미선 18 리바운드: 변연하 7 도움: 변연하 5  |  |  |  | 득점: 정선민 28 리바운드: 13 도움: 전주원 11 |
| 3-0 신한은행 시리즈 승리                           |  |  |  |                                              |

## 수상

### 정규리그 시상
정규리그 시상식은 플레이오프 미디이데이와 같은 날 개최되며, 통계에 의한 부문과 기자단 투표에 의한 투표에 의한 부문으로 나뉘어 시상이 진행된다.

#### 통계에 의한 부문
| 상         | 선수   | 팀                     | 기록    |
| ---------- | ------ | ---------------------- | ------- |
| 득점상     | 정선민 | 안산 신한은행 에스버드 | 19.35점 |
| 3점 득점상 | 박정은 | 용인 삼성생명 블루밍스 | 79개    |
| 3점 야투상 | 양정옥 | 춘천 우리은행 한새     | 41%     |
| 2점 야투상 | 선수진 | 안산 신한은행 에스버드 | 58.90%  |
| 자유투상   | 최윤아 | 안산 신한은행 에스버드 | 88.57%  |
| 리바운드상 | 신정자 | 구리 금호생명 레드윙스 | 11.97개 |
| 어시스트상 | 전주원 | 안산 신한은행 에스버드 | 5.79개  |
| 스틸상     | 이미선 | 용인 삼성생명 블루밍스 | 2.50개  |
| 블록상     | 이종애 | 용인 삼성생명 블루밍스 | 2.48개  |

#### 투표에 의한 부문
| 상             | 수상자                          |
| -------------- | ------------------------------- |
| 최우수선수상   | 정선민 (안산 신한은행 에스버드) |
| 신인선수상     | 배혜윤 (부천 신세계 쿨캣)       |
| 우수수비선수상 | 김수연 (청주 KB 스타즈)         |
| 식스우먼상     | 김보미 (구리 금호생명 레드윙스) |
| 모범선수상     | 허윤정 (용인 삼성생명 블루밍스) |
| 지도상         | 임달식 (안산 신한은행 에스버드) |
| 미디어스타상   | 김은혜 (춘천 우리은행 한새)     |
| 포토제닉상     | 신정자 (구리 금호생명 레드윙스) |

WKBL 베스트 5:
- G 최윤아, 안산 신한은행 에스버드
- G 이미선, 용인 삼성생명 블루밍스
- F 변연하, 용인 삼성생명 블루밍스
- F 정선민, 안산 신한은행 에스버드
- C 신정자, 구리 금호생명 레드윙스

### 라운드별 MVP, MIP
| 라운드  | MVP                             | MIP                             |
| ------- | ------------------------------- | ------------------------------- |
| 1라운드 | 변연하 (용인 삼성생명 블루밍스) | 김수연 (청주 KB 스타즈)         |
| 2라운드 | 정선민 (안산 신한은행 에스버드) | 이경은 (구리 금호생명 레드윙스) |
| 3라운드 | 신정자 (구리 금호생명 레드윙스) | 양지희 (부천 신세계 쿨캣)       |
| 4라운드 | 정선민 (안산 신한은행 에스버드) | 김보미 (구리 금호생명 레드윙스) |
| 5라운드 | 강지숙 (구리 금호생명 레드윙스) | 김진영 (춘천 우리은행 한새)     |
| 6라운드 | 김계령 (춘천 우리은행 한새)     | 조은주 (구리 금호생명 레드윙스) |
| 7라운드 | 정미란 (구리 금호생명 레드윙스) | 강영숙 (안산 신한은행 에스버드) |